# TOKYOブローカー (楠みちはるの漫画)
『TOKYOブローカー』（トーキョーブローカー）は、楠みちはるの漫画。『週刊ヤングマガジン』（講談社）で、2004年第8号から第11号、第22・23合併号から第26号、第42号から46号に掲載された。単行本は1巻（講談社ヤンマガKC）。全13話で、未完の作品である。
なお、楠が原作のみ手がけ、作画を楠の妻の伊藤ゆうが担当した同名の漫画が1999年から2003年にかけて『週刊モーニング』にシリーズ掲載されていた。以下では楠のみによる作品を楠版、伊藤の作画による作品を伊藤版と呼称する。

## 概要
2004年の東京を舞台に、2人のブローカーが様々な有力者たちと際どい仕事を進めて行く、ビジネスの世界の不良中年を描いた作品。第1巻の巻末には「第2巻に続く」と書いてあるが、続巻は出ておらず未完となっている。
1999年から2003年まで『週刊モーニング』（講談社）に不定期掲載された伊藤版の後に発表された。伊藤版とは、主人公のキャラクターはおおむね同一ながら、ストーリー展開や作品全体の雰囲気は大きく異なっている。
楠が2008年から連載している『湾岸ミッドナイト C1ランナー』の主要人物の何人かは、本作の登場人物に容姿や言動が似ている。

## あらすじ
2004年の東京。満たされない日々を送る大学生・ノブは、怪しい2人のブローカー・仕黒と寺田に気に入られ、様々な「大人の不良」の世界を体験していく。
外資系ファンド「RRC」は破綻が迫っており、荻島と部下の君原は脱出を計画していた。そのやり口が気に入らない寺田は、RRCを1年以内に破綻させると宣言し戦いを挑む。対する荻島は、仕黒のもとに君原をオンナとして送り込み、味方に引きこもうと画策する。

## 主な登場人物

### 主人公とその仲間
仕黒（しぐろ）
2人の主人公のうちの1人。主に自動車関係のブローカー。白いダッジ・バイパーGTSを乗りこなす。
六本木の伝説のホストだったが、寺田に誘われブローカーの世界へ。容姿は極めて整っており、落とせないオンナはいないとまで言われる。抱かれた女は皆、仕黒のセックスの虜となり、一晩で人生観まで変わってしまうと言われ、付いたあだ名が「JB」（歌手ジェームス・ブラウンの略で、代表曲が『セックスマシーン』であることから）。
荻島から送り込まれた女・君原と、男として対峙する。
寺田（てらだ）
2人の主人公のうちの1人。主に不動産関係のブローカー（地上げ屋）。
背は低く太っており、あごひげを生やし、明るい色のスーツを着て、髪形はボウズで色付きメガネをかけている。
仕黒をホストからブローカーに引き抜いた男。ノブを最初に見いだしたのも彼である。不動産の取引をめぐり、冴子と交渉している。
ノブ
大学生。スズキ・スカイウェブに乗る、茶髪でカジュアルな服装をした今風の若者。『湾岸ミッドナイト C1ランナー』の「瀬戸口ノブ」に容姿や立場が近い。
ひょんなことから仕黒たちと知り合い、仕事、食べ物、クルマ、人間関係、果てはセックスに至るまで、ワルい大人のやり方を教え込まれていく。

### 取引相手と街の人々
荻島（おぎしま）
端正な顔立ちの、中年から壮年と見られる男性。外資系ファンド「RRC」の都心エリア統括。水面下で経営破綻が迫っており、君原とともに脱出を計画している。仕黒とは過去に女をめぐって因縁がある。
君原（きみはら）
若く有能な、荻島の部下。荻島を異性として愛している。荻島の命令で、仕黒と寝るため仕黒に近づく。
冴子（さえこ）
飲食店数件を持つ、成り上がりセレブ女性。36歳。寺田の狙っている物件のオーナー。仕黒とは、むかし1回だけ肉体関係を持ったことがあるという。ベンツのクーペを所有。
渋川（しぶかわ）
仕黒・寺田の溜まり場となっている喫茶店のマスターの男性。髪はボウズで口ひげを生やしている。過去にかなりの実力者だったことが示唆されている。『湾岸ミッドナイト C1ランナー』の「渋川圭介」と、容姿に若干の類似点がある。
野村（のむら）
仕黒がダッジを面倒見てもらっている、自動車工の男性。シンナー中毒のようで、常に汗をかいており目つきはうつろで、前歯も欠損している。いつも不気味に笑っており、セクハラを平気で行う。『湾岸ミッドナイト C1ランナー』の「木村進」と、容姿をはじめ多くの類似点がある。

## 備考
- タイトルロゴ内の「TOKYO」のYは「¥」（円マーク）になっている。
- 裏表紙、カバー見返し、カバー下には、実物の白いダッジ・バイパーが走行している写真が使用されている。

## 単行本
1. ISBN 4-06-361295-3  2004年12月27日 第1刷